# Bachmanning
Bachmanning osztrák község Felső-Ausztria Welsvidéki járásában. 2021 januárjában 739 lakosa volt. 

## Elhelyezkedése

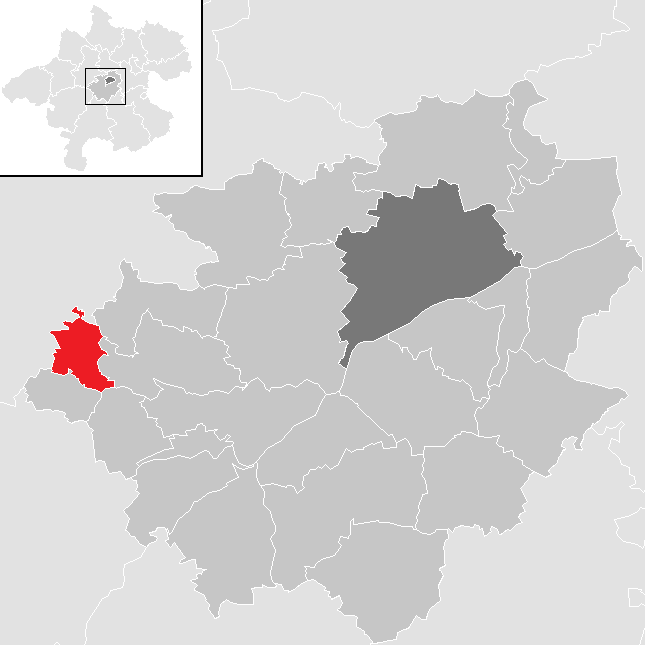
Bachmanning a Welsvidéki járásban

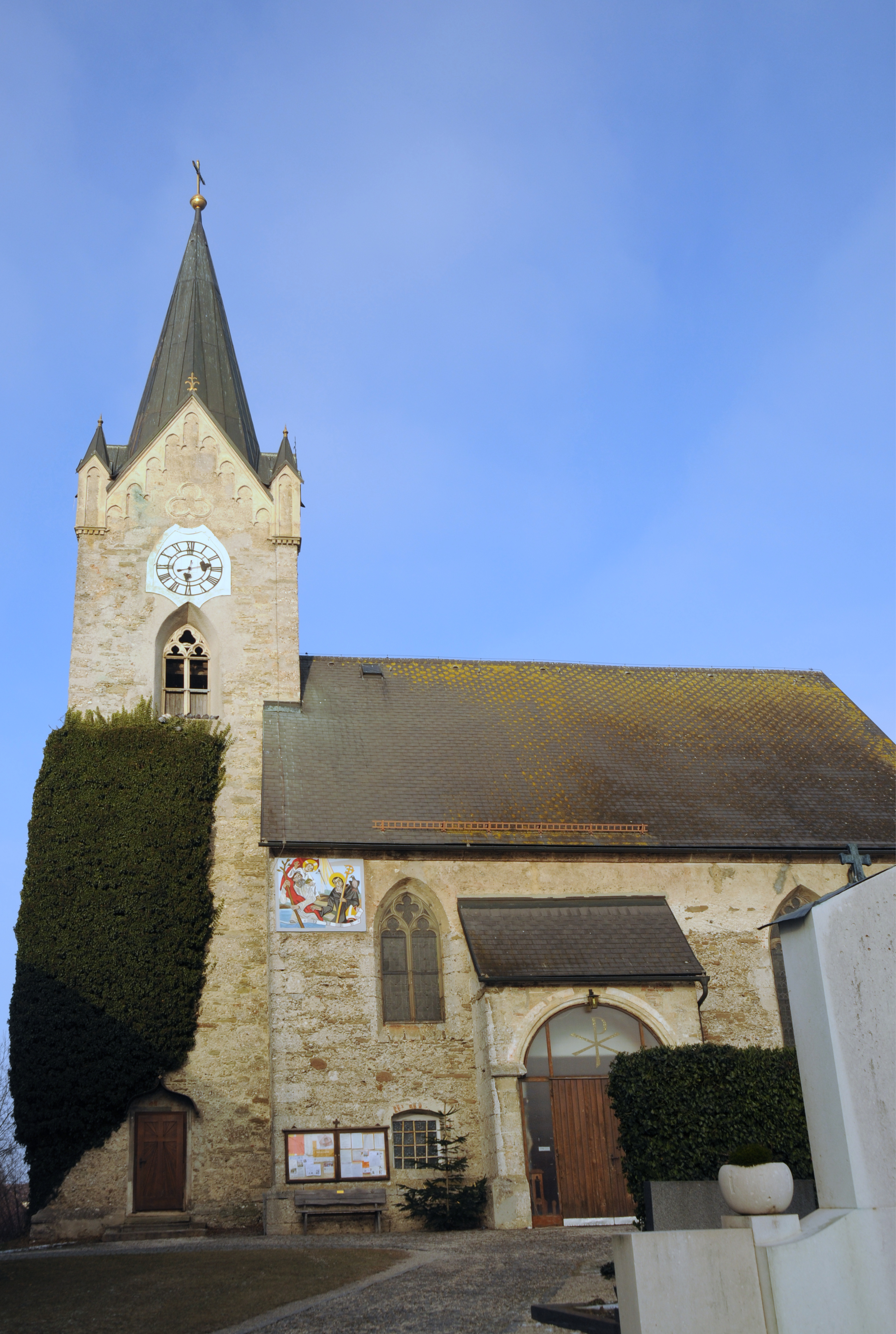
A Szt. Erasmus-plébániatemplom

Bachmanning a tartomány Hausruckviertel régiójában fekszik a Hausruckvierteli-dombságon. Területének 14,2%-a erdő, 76,1% áll mezőgazdasági művelés alatt. Az önkormányzat 8 települést és településrészt egyesít: Bachmanning (502 lakos 2020-ban), Bachmannsberg (51), Hundhagen (32), Klind (24), Krottendorf (10), Oberseling (26), Unterseling (85) és Weingarten (9). 
A környező önkormányzatok: északkeletre Offenhausen, keletre Pennewang, délkeletre Neukirchen bei Lambach, délnyugatra Aichkirchen, nyugatra Gaspoltshofen, északra Meggenhofen.

## Története
A régészeti leletek tanúsága szerint Bachmanning területe az újkőkorban, az i. e. 3. évezredben is lakott volt. A falut 700 körül említik először "Pahmann vilula" formában, majd ezután 773-ban is. A régió a 12. századik a Bajor Hercegség keleti határvidékéhez tartozott, majd Ausztriához került. Az Osztrák Hercegség 1490-es felosztásakor az Ennsen-túli Ausztria része lett. 
A napóleoni háborúk során a települést több alkalommal megszállták. 
A köztársaság 01918-as megalakulása után Bachmanning Felső-Ausztria tartomány része lett. Miután a Német Birodalom 1938-ban annektálta Ausztriát, az Oberdonaui gauba sorolták be. A második világháborúban 1943-tól a mauthauseni koncentrációs táborhoz tartozó großramingi alláger fűrészüzemében mintegy 20 foglyot dolgoztattak. A háború után után az ország függetlenné válásával Bachmanning ismét Felső-Ausztriához került.

## Lakosság
A bachmanningi önkormányzat területén 2021 januárjában 739 fő élt. A lakosságszám 1991 óta gyarapodó tendenciát mutat. 2018-ban az ittlakók 86,3%-a volt osztrák állampolgár; a külföldiek közül 2,2% a régi (2004 előtti), 8,3% az új EU-tagállamokból érkezett. 2,6% a volt Jugoszlávia (Szlovénia és Horvátország nélkül) vagy Törökország, 0,6% egyéb országok polgára volt. 2001-ben a lakosok 91,4%-a római katolikusnak, 1,4% evangélikusnak, 3,5% mohamedánnak, 3% pedig felekezeten kívülinek vallotta magát. Ugyanekkor 6 magyar élt a községben; a legnagyobb nemzetiségi csoportokat a németeken (87,8%) kívül a horvátok (6,6%) és a törökök (3,5%) alkották. 
A népesség változása:
| Lakosok száma | 677  | 704  | 724  |
|               | 2016 | 2018 | 2022 |

## Látnivalók
- a Szt. Erasmus-plébániatemplom

## Fordítás
- Ez a szócikk részben vagy egészben  a   Bachmanning című német Wikipédia-szócikk ezen változatának fordításán alapul.  Az eredeti cikk szerkesztőit annak laptörténete sorolja fel. Ez a jelzés csupán a megfogalmazás eredetét és a szerzői jogokat jelzi, nem szolgál a cikkben szereplő információk forrásmegjelöléseként.